# Kungsörarna
Kungsörarna är öar i Finland. De ligger i Finska viken och i kommunen Raseborg i den ekonomiska regionen  Raseborg i landskapet Nyland, i den södra delen av landet. Öarna ligger omkring 87 kilometer väster om Helsingfors.
Arean för den av öarna koordinaterna pekar på är 2,5 hektar och dess största längd är 270 meter i nord-sydlig riktning. Ön höjer sig omkring 10 meter över havsytan.